# علي بن الحسين (أمير)
علي بن الحسين بن طلال بن عبد الله بن الحسين الهاشمي (23 ديسمبر 1975 -)، أمير أردني والأخ غير الشقيق للملك عبد الله الثاني ملك الأردن. يشغل منصب رئيس اتحاد غرب آسيا لكرة القدم ورئيس الإتحاد الأردني لكرة القدم. تولى عدة مناصب عسكرية ومنصب نائب رئيس الاتحاد الدولي لكرة القدم عن قارة آسيا من الفترة من 6 يناير 2011 وحتى 29 مايو 2015. كما أسس المشروع الآسيوي لتطوير كرة القدم عام 2012 الذي يرأسه منذ تأسيس.

## حياته
بدأ دراسته الابتدائية في الكلية العلمية الإسلامية في عمّان وتابعها في المملكة المتحدة والولايات المتحدة، وتخرج من مدرسة “ساليسبوري” في ولاية كونيتيكت في الولايات المتحدة الأمريكية في العام 1993، وتميز في رياضة المصارعة. التحق بأكاديمية “ساندهيرست” العسكرية الملكية، وتخرّج ضابطاً في ديسمبر من عام 1994 ونال وسام بروناي. وقبل متابعته الدراسة في الولايات المتحدة، خدم في القوات الخاصة الأردنية وحاز على أجنحة المظليين في القفز الحرّ. يحمل الأمير علي رتبة لواء في القوات المسلحة الأردنية.
عُين قائداً لمجموعة الأمن الخاص للملك في الحرس الملكي عام 1999، وخدم في هذا المنصب حتى 28 يناير 2008، إلى أن أوكل له الملك عبد الله الثاني مهمة تأسيس وإدارة المركز الوطني للأمن وإدارة الأزمات.
يترأس الأمير علي مجلس إدارة الهيئة الملكية الأردنية للأفلام منذ تأسيسها عام 2003، وهي هيئة تختص بتطوير صناعة الأفلام الأردنية من أجل المنافسة على المستوى الدولي، الأمر الذي يعزز الدور الثقافي والاقتصادي للأردن على مستوى المنطقة وخارجها.

## النشاطات الرياضية
في عام 1999، تسلم الأمير علي منصب رئيس الاتحاد الأردني لكرة القدم، ونجح في قيادة المنتخب الأردني للمشاركة بنهائيات كأس العالم للشباب عام 2007، ووصول المنتخب الوطني إلى الدور النهائي من تصفيات كأس العالم عام 2012 لأول مرة في تاريخ كرة القدم الأردنية على الرغم من كل التحديات، كما اجتازت المنتخبات الأردنية تصفيات البطولات الآسيوية الثلاث الكبرى (منتخبات الرجال، الشباب، الناشئين) عدة مرات. كما تقدم منتخب السيدات بشكل تدريجي على لائحة تصنيف المنتخبات الصادرة عن الاتحاد الدولي “فيفا” وتأهل لنهائيات كأس آسيا 2014 كأول انجاز يحققه منتخب عربي على مستوى قارة آسيا، ركز الأمير علي أيضاً على تفعيل نشاطات منتخبات الفئات العمرية وتقوية كرة القدم للصغار والناشئين من خلال مراكز الأمير علي المنتشرة في المملكة والتي شهد عام 2013 مضاعفة أعدادها واستقدام خبراء للإشراف عليها إلى جانب الكوادر الوطنية الفنية والإدارية. وتمكنت المنتخبات الوطنية بفئاتها العمرية كافة بلا استثناء من بلوغ النهائيات الآسيوية.
وفي عام 2014 توج الاتحاد الأردني بجائزة أفضل اتحاد متطور بقارة آسيا، وجاء الإنجاز العالمي الكبير بحصول الأردن على ثقة العالم وفوز الملف الأردني باستضافة نهائيات بطولة كأس العالم للسيدات تحت 17 سنة عام 2016 حيث تكللت البطولة بالنجاح، كما أستضاف الأردن بطولة كأس آسيا للسيدات 2019.
في عام 2000، أسس الأمير علي اتحاد غرب آسيا لكرة القدم، وعمل على زيادة عدد الدول الأعضاء وتوحيد اتحادات كرة القدم في المنطقة وتنظيم بطولات دولية للرجال والسيدات والتواصل مع الاتحادات الإقليمية الأخرى.
وفي 6 يناير عام 2011 انتخب نائباً لرئيس الاتحاد الدولي لكرة القدم “الفيفا” ممثلاً عن قارة آسيا لمدة أربع سنوات، ومنذ انتخابه، ترسخت جهوده على تنمية كرة القدم والتنمية الاجتماعية من خلال كرة القدم، ومكافحة الفساد في المنظمة، وترأس لجان المسؤولية الاجتماعية في الاتحادين الدولي والآسيوي، كما شغل منصب نائب رئيس لجنة كرة القدم في الاتحاد الدولي ولجنة الرؤية الآسيوية في التحاد الآسيوي، وفي يناير 2015، أعلن ترشحه لرئاسة الاتحاد الدولي لكرة القدم.
في عام 2012 أسس مشروع تطوير كرة القدم الآسيوية، وهو مشروع غير ربحي يهدف إلى توفير الاحتياجات الضرورية لجميع الاتحادات الوطنية والإقليمية والمنظمات التنموية التابعة لها في آسيا بطريقة عادلة وشفافة، ويسعى إلى تحقيق المزيد من التطور في قطاعات الواعدين والشباب وكرة القدم النسوية والتنمية الاجتماعية خاصة في المناطق المهمشة، إلى جانب حماية وتطوير كرة القدم الآسيوية والارتقاء بها إلى مستوى عالمي. وأطلق المشروع مبادرات تنموية في أكثر من 20 دولة لمساعدة اللاجئين والمعرضين لتجارة البشر وغيرهم من الفئات الأقل حظاً.
ومن خلال هذا المشروع قام الأمير علي بقيادة حملة من أجل السماح للاعبات كرة القدم بارتداء غطاء رأس آمن في المباريات الرسمية، وتكللت جهوده بالنجاح في شهر تموز 2012 عندما وافق مجلس الاتحاد الدولي لكرة القدم على اقتراحه الذي قوبل بترحيب الاتحاد الآسيوي وهيئة الأمم المتحدة وعدة شخصيات رياضية آسيوية وعالمية بارزة.

### نائبًا لرئيس الفيفا
في 7 أكتوبر 2010 أعلن الأمير علي ترشحه لمنصب نائب رئيس الاتحاد الدولي لكرة القدم - فيفا عن قارة آسيا في الانتخابات التي جرت في العاصمة القطرية الدوحة خلال اجتماع الجمعية العمومية للاتحاد الآسيوي لكرة القدم. وفي يوم 6 يناير 2011 انتخب الأمير علي نائبًا لرئيس الفيفا بعد حصولة على 25 صوتًا مقابل 20 صوت لمنافسة الكوري الجنوبي تشونغ مونغ جوون.

### ترشحه لرئاسة الفيفا
في 6 يناير 2015م، أعلن الأمير علي ترشحه لرئاسة الاتحاد الدولي لكرة القدم - فيفا، ضد جوزيف بلاتر الذي ترشح للفوز بالمقعد للمرة الخامسة على التوالي بالإضافة إلى اللاعب البرتغالي السابق لويس فيغو الذي انسحب من السباق الانتخابي قبل الانتخابات. حصل بلاتر في الجولة الأولى على 133 صوتا مقابل 73 صوتاً للأمير علي، وخلال الجولة الثانية انسحب الأمير علي من الانتخابات.

## حياته الخاصة

### أسرته
الأمير علي هو ابن الملك الحسين بن طلال ثالث ملوك المملكة الأردنية الهاشمية من زوجته الملكة علياء، لديه شقيقة واحدة هي الأميرة هيا بنت الحسين.

### عائلته
في 7 سبتمبر 2004 عقد قرانه على السيدة ريم الإبراهيمي ابنة الأخضر الإبراهيمي الممثل الأسبق للأمم المتحدة في أفغانستان وسوريا، وأصبحت تعرف بعد الزواج بالأميرة ريم علي ولهما من الأبناء:
- الأميرة الجليلة (16 سبتمبر 2005).[12]
- الأمير عبد الله (19 مارس 2007).[13]